# Moșteni (Teleorman)
Moşteni è un comune della Romania di 1 607 abitanti, ubicato nel distretto di Teleorman, nella regione storica della Muntenia.